# Großsteingräber bei Bramsche-Wesel
Die Großsteingräber bei Bramsche-Wesel waren mehrere megalithische Grabanlagen bei Wesel, einem Ortsteil von Bramsche, einer Ortschaft von Lingen (Ems) im Landkreis Emsland (Niedersachsen). Heute ist von ihnen nur noch eines in Resten erhalten. Das Großsteingrab ist ein Ganggrab aus der Jungsteinzeit mit der Sprockhoff-Nr. 878. Zwei weitere Gräber wurden wohl schon im 19. Jahrhundert vollständig zerstört. Die Anlagen wurden zwischen 3500 und 2800 v. Chr. von Menschen der Trichterbecherkultur errichtet.

## Lage
Die Reste des erhaltenen Grabes liegen etwa 1 km westlich von Wesel am Steilufer der Großen Aa. Das zweite Grab lag westlich des Hofes van Werde an der Straße nach Plantlünne, das dritte südlich der Großen Aa bei Wintermanns Hof. Gut 500 m nordwestlich von Grab 1 lag das im 19. Jahrhundert zerstörte Großsteingrab Hesselte.

## Beschreibung

### Grab 1
Soweit noch feststellbar, handelt es sich um ein Ganggrab vom Typ der Emsländischen Kammer. Nur noch die Hügelschüttung ist erhalten, ihre Länge kann mit 24 m, die Breite mit 15 m angenommen werden. Sämtliche Steine fehlen. Die Kammer war etwa West-Ost orientiert, der Zugang schloss im Süden an. Das Großsteingrab muss zwischen 1841 und 1896 vernichtet und die Grabstelle tief durchwühlt worden sein. In alten Berichten wird das Großsteingrab als besonders schön und groß beschrieben.

### Grab 2
Über Grab 2 liegen keine näheren Informationen vor. An seinem Standort ist noch ein ost-westlich orientierter flacher Hügel mit einer Länge von 12 m und einer Breite von 3 m vorhanden. Möglicherweise handelt es sich um die Hügelschüttung des Grabes, was ohne eine genauere Untersuchung allerdings nicht als sicher gelten kann.

### Grab 3
Über Grab 3 liegen keine näheren Informationen vor.